# Джоел Вотерман
Джоел Роберт Вотерман (англ. Joel Robert Waterman, нар. 24 січня 1996, Ленглі) — канадський футболіст, захисник клубу «Монреаль».
Виступав, зокрема, за клуби «Кіцап Пумас» та «Кавалрі», а також національну збірну Канади.

## Клубна кар'єра
Народився 24 січня 1996 року в місті Ленглі. Вихованець футбольної школи клубу «ТВ Спартанс».
У дорослому футболі дебютував 2016 року виступами за команду «Кіцап Пумас», в якій того року взяв участь в 11 матчах чемпіонату. 
Своєю грою за цю команду привернув увагу представників тренерського штабу клубу «Роверс», до складу якого приєднався 2017 року. Відіграв за Відіграв за наступні жодного сезонів своєї ігрової кар'єри.
2018 року уклав контракт з клубом «Калгарі Футхіллс», у складі якого провів наступні жодного років своєї кар'єри гравця. 
З 2019 року жодного сезонів захищав кольори клубу «Кавалрі».  Більшість часу, проведеного у складі «Кавалрі», був основним гравцем захисту команди.
До складу клубу «Монреаль» приєднався 2020 року. Станом на 23 жовтня 2022 року відіграв за команду з Монреаля 61 матч в національному чемпіонаті.

## Виступи за збірну
2022 року дебютував в офіційних матчах у складі національної збірної Канади.
У складі збірної був учасником чемпіонату світу 2022 року у Катарі.
| Дата       | Місто  | Господарі | Результат | Гості  | Турнір           | Голи | Примітки |
| ---------- | ------ | --------- | --------- | ------ | ---------------- | ---- | -------- |
| 11-11-2022 | Манама | Бахрейн   | 2 – 2     | Канада | товариський матч | -    |          |
| 17-11-2022 | Дубай  | Японія    | 1 – 2     | Канада | товариський матч | -    | 71'      |
| Усього     |        | Матчів    | 2         |        | Голів            | 0    |          |

## Виноски
1. ↑  FIFA World Cup Qatar 2022 – Squad list: Canada (CAN) (PDF). ФІФА. листопада 15, 2022. с. 6. Процитовано листопада 15, 2022.
2. ↑  FBref
3. ↑  У 2021 році «Монреаль Імпакт» змінив назву на ФК «Монреаль»
4. ↑  Профіль футболіста на сайті soccerway.com (англ.) (нім.)